# 9987 Peano
A 9987 Peano (ideiglenes jelöléssel 1997 OO1) a Naprendszer kisbolygóövében található aszteroida. Paul G. Comba fedezte fel 1997. július 29-én.